# الجنات (العدين)

تعديل مصدري - تعديل

الجنات محلة تابعة لقرية عنة، التابعة لعزلة قصع حليان بمديرية العدين إحدى مديريات محافظة إب في الجمهورية اليمنية.، بلغ تعداد سكانها 77 حسب تعداد اليمن لعام 2004.